# San José Ojetenán
San José Ojetenán är en ort i Guatemala.   Den ligger i departementet Departamento de San Marcos, i den västra delen av landet, 170 km väster om huvudstaden Guatemala City. San José Ojetenán ligger 3 254 meter över havet och antalet invånare är 1 269.
Terrängen runt San José Ojetenán är kuperad österut, men västerut är den bergig. San José Ojetenán ligger uppe på en höjd. Runt San José Ojetenán är det ganska glesbefolkat, med 50 invånare per kvadratkilometer. Närmaste större samhälle är Tacaná, 11,1 km väster om San José Ojetenán. I omgivningarna runt San José Ojetenán växer huvudsakligen savannskog.